# Matthew Dionysius Rogers
Matthew Dionysius Rogers (* 1968 in Chicago) ist ein US-amerikanischer Autor und Thelemit.

## Leben und Wirken
1990 hat er laut eigenen Angaben ein Studium in Theater mit dem Titel Bachelor of Arts am Grinnell College in Grinnell abgeschlossen. 1995 erwarb er den Master of Art (M. A.) in Geisteswissenschaft der Universiteit van Amsterdam und 2008 den Master of Art in Religion der Northwestern University in Evanston. Er arbeitete von 2011 bis 2016 bei der Fachzeitschrift Numen als Redakteur und Verlagslektor. Er war von 2006 bis 2008 Hochschulassistent an der Northwestern University und ist seit 2008 mit Unterbrechung tätig bei der Pearson Education.
Er ist Mitglied des Ordens O.T.O. und seit 2007 Bischof der gnostisch-katholischen Kirche in den Vereinigten Staaten unter dem Namen Tau Polyphilus.

## Publikationen
- Paganism/Neopaganism in The Brill Dictionary of Religion
- Freemasonry, in The Brill Dictionary of Religion[2]